# Mat Rogers
Mathew Steve Rogers (Sídney, 1 de febrero de 1976) es un ex–jugador australiano de rugby que se desempeñaba como fullback. Fue internacional con los Wallabies de 2002 a 2006.

## Carrera
Comenzó jugando rugby League pero se cambió al rugby para jugar con los NSW Waratahs de 2002 a 2006.

## Selección nacional
Fue convocado a los Wallabies por primera vez en junio de 2002 para enfrentar a Les Bleus y jugó su último partido en noviembre de 2006 ante el XV del Cardo.
En total jugó 45 partidos y marcó 163 puntos, entre ellos catorce tries.

### Participaciones en Copas del Mundo
En Australia 2003 fue titular indiscutido, ganándole el puesto a Matt Burke, por la fase de grupos le marcó tres tries a Rumania y dos a Namibia. Los australianos hicieron un magnífico torneo pero fueron derrotados en la final con un drop de Jonny Wilkinson en muerte súbita.
| Mundial                       | Sede      | Resultado  | PJ | Tries |
| ----------------------------- | --------- | ---------- | -- | ----- |
| Copa Mundial de Rugby de 2003 | Australia | Subcampeón | 7  | 5     |